# 莫托維利夫斯卡-斯洛比德卡
50°7′52″N 30°2′20″E / 50.13111°N 30.03889°E

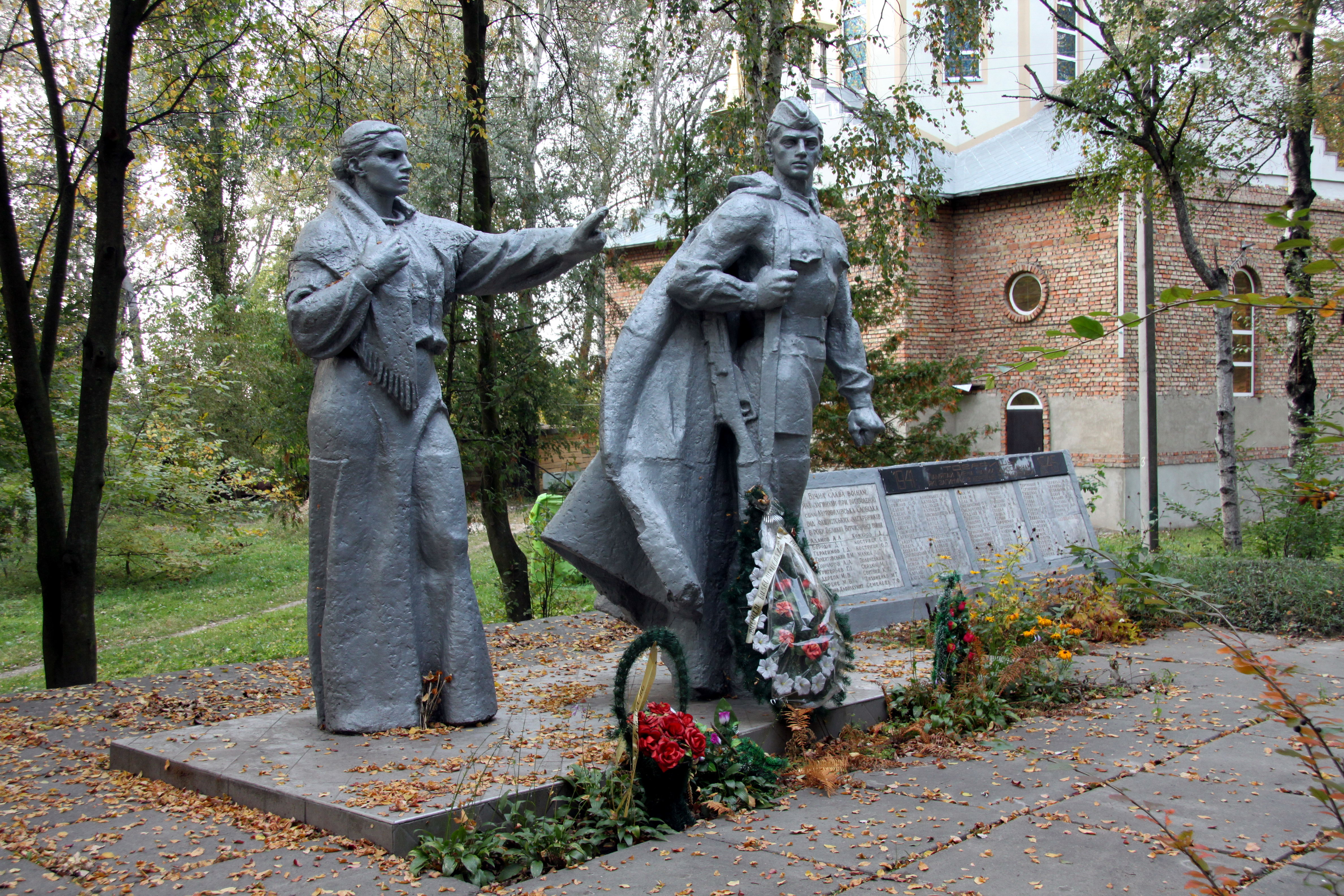
烈士纪念碑

莫托維利夫斯卡-斯洛比德卡（烏克蘭語：Мотовилівська Слобідка）是位於烏克蘭北部的村莊，由基辅州法斯蒂夫區的法斯蒂夫市鎮負責管轄。該村面積2.13平方公里，海拔高度183米，2001年人口682，人口密度每平方公里320.2人。